# Agência Executiva para a Saúde e para os Consumidores
A Agência Executiva para a Saúde e para os Consumidores (sigla: PHEA) é um organismo da União Europeia que visa gerir os aspectos práticos dos programas da UE de financiamento de projectos no domínio da saúde pública e transmitir os respectivos ersultados às partes interessadas e aos responsáveis pelas decisões políticas. A sua sede localiza-se no Luxemburgo.